# Конный спорт на летних Олимпийских играх 1956
Соревнования по конному спорту на летних Олимпийских играх 1956 года проходили в Стокгольме (Швеция), а не в Австралии; по причине того, что согласно австралийским законам ввозимые в Австралию животные (в т.ч. лошади) были обязаны выдержать шестимесячный карантин. Спортсмены состязались в выездке, троеборье и конкуре, как в личном, так и в командном зачёте.

## Общий медальный зачёт
| Место | Страна                          | Золото | Серебро | Бронза | Всего |
| ----- | ------------------------------- | ------ | ------- | ------ | ----- |
| 1     | Швеция                          | 3      | 0       | 0      | 3     |
| 2     | Объединённая германская команда | 2      | 3       | 1      | 6     |
| 3     | Великобритания                  | 1      | 0       | 2      | 3     |
| 4     | Италия                          | 0      | 2       | 1      | 3     |
| 5     | Дания                           | 0      | 1       | 0      | 1     |
| 6     | Швейцария                       | 0      | 0       | 1      | 1     |
| 6     | Канада                          | 0      | 0       | 1      | 1     |

## Медалисты
| Event                          | Золото                                                                                        | Серебро                                                                                    | Бронза                                                         |
| ------------------------------ | --------------------------------------------------------------------------------------------- | ------------------------------------------------------------------------------------------ | -------------------------------------------------------------- |
| Выездка Личное первенство      | Хенри Сен-Сир Швеция                                                                          | Лис Хартель Дания                                                                          | Лизелот Линзенхоф Объединённая германская команда              |
| Выездка Командное первенство   | Швеция · Адольф Болтенштерн мл. · Генель Перссон · Хенри Сен-Сир                              | Объединённая германская команда · Лизелот Линзенхоф · Ханнелоре Вейгант · Аннелизе Кюпперс | Швейцария · Готтфрид Трахзель · Анри Шаммартен · Густав Фишер  |
| Троеборье Личное первенство    | Петрус Кастенман Швеция                                                                       | Август Лютке-Вестхюэс Объединённая германская команда                                      | Фрэнсис Уэлдон Великобритания                                  |
| Троеборье Командное первенство | Великобритания · Альберт Хилл · Фрэнсис Уэлдон · Артур Рук                                    | Объединённая германская команда · Август Лютке-Вестхюэс · Отто Роте · Клаус Вагнер         | Канада · Джон Рамбл · Роберт Элдер · Брайан Хербинсон          |
| Конкур Личное первенство       | Ханс Гюнтер Винклер Объединённая германская команда                                           | Раймондо д'Инцео Италия                                                                    | Пьеро д'Инцео Италия                                           |
| Конкур Командное первенство    | Объединённая германская команда · Ханс Гюнтер Винклер · Фриц Тидеман · Альфонс Лютке-Вестхюэс | Италия · Раймондо д'Инцео · Пьеро д'Инцео · Сальваторе Оппес                               | Великобритания · Уилфред Уайт · Патрисия Смайт · Питер Роубсон |